# ورلد ساکر
ورلد ساکر (به انگلیسی: World Soccer Magazine)، یک مجله انگلیسی زبان با موضوع فوتبال است. از سال ۱۹۸۲، این مجله اقدام به انتخاب بهترین بازیکن، مربی و تیم سال جهان می‌کند. عادل فردوسی پور، یکی از کارشناسان این نشریه است که در سال ۲۰۱۹ به لیونل مسی، یورگن کلوپ و تیم لیورپول به ترتیب به عنوان بهترین بازیکن، بهترین مربی و بهترین تیم جهان رای داد.

## بازیکن سال جهان
- ۲۰۲۳ -  ارلینگ هالند، منچستر سیتی
- ۲۰۲۲ -  لیونل مسی، بارسلونا
- ۲۰۲۱ -  رابرت لواندوفسکی، بایرن مونیخ
- ۲۰۲۰ -  رابرت لواندوفسکی، بایرن مونیخ
- ۲۰۱۹ -  لیونل مسی، بارسلونا
- ۲۰۱۸ -  لوکا مودریچ، رئال مادرید
- ۲۰۱۷ -  کریستیانو رونالدو، رئال مادرید
- ۲۰۱۶ -  کریستیانو رونالدو، رئال مادرید
- ۲۰۱۵ -  لیونل مسی، بارسلونا
- ۲۰۱۴ -  کریستیانو رونالدو، رئال مادرید
- ۲۰۱۳ -  کریستیانو رونالدو، رئال مادرید
- ۲۰۱۲ -  لیونل مسی، بارسلونا (۴۷٫۳۳٪)
- ۲۰۱۱ -  لیونل مسی، بارسلونا (۶۰٫۲٪)
- ۲۰۱۰ -  لیونل مسی، بارسلونا
- ۲۰۰۹ -  لیونل مسی، بارسلونا (۴۳٪)
- ۲۰۰۸ -  کریستیانو رونالدو، منچستر یونایتد (۴۸٪)
- ۲۰۰۷ -  کاکا، آ. ث. میلان (۵۲٪)
- ۲۰۰۶ -  فابیو کاناوارو، یوونتوس و رئال مادرید (۴۰٪)
- ۲۰۰۵ -  رونالدینیو، بارسلونا (۳۹٪)
- ۲۰۰۴ -  رونالدینیو، بارسلونا (۲۹٪)
- ۲۰۰۳ -  پاول ندود، یوونتوس (۳۶٪)
- ۲۰۰۲ -  رونالدو، اینترمیلان و رئال مادرید (۲۶٪)
- ۲۰۰۱ -  مایکل اوون، لیورپول (۳۱٪)
- ۲۰۰۰ -  لوئیز فیگو، بارسلونا و رئال مادرید (۲۶٪)
- ۱۹۹۹ -  ریوالدو، بارسلونا (۴۲٪)
- ۱۹۹۸ -  زین‌الدین زیدان، یوونتوس (۲۳٪)
- ۱۹۹۷ -  رونالدو، بارسلونا و اینترمیلان (۲۷٪)
- ۱۹۹۶ -  رونالدو، بارسلونا (۱۷٪)
- ۱۹۹۵ -  جیانلوکا ویالی، یوونتوس (۱۸٪)
- ۱۹۹۴ -  پائولو مالدینی، آ. ث. میلان (۲۷٪)
- ۱۹۹۳ -  روبرتو باجو، یوونتوس (۱۴٪)
- ۱۹۹۲ -  مارکو فان باستن، آ. ث. میلان (۱۹٪)
- ۱۹۹۱ -  ژان پیر پاپن، المپیک مارسی (۲۵٪)
- ۱۹۹۰ -  لوتار ماتیوس، اینترمیلان (۲۲٪)
- ۱۹۸۹ -  رود گولیت، آ. ث. میلان (۲۴٪)
- ۱۹۸۸ -  مارکو فان باستن، آ. ث. میلان (۴۳٪)
- ۱۹۸۷ -  رود گولیت، آ. ث. میلان (۳۹٪)
- ۱۹۸۶ -  دیگو مارادونا، ناپولی (۳۶٪)
- ۱۹۸۵ -  میشل پلاتینی، یوونتوس (۲۱٪)
- ۱۹۸۴ -  میشل پلاتینی، یوونتوس (۵۴٪)
- ۱۹۸۳ -  زیکو، اودینزه (۲۸٪)
- ۱۹۸۲ -  پائولو روسی، یوونتوس (۲۳٪)

## مربی سال جهان
- ۲۰۲۳ -  پپ گواردیولا، منچستر سیتی
- ۲۰۲۲ -  لیونل اسکالونی، آرژانتین
- ۲۰۲۱ -  روبرتو مانچینی، ایتالیا
- ۲۰۲۰ -  هانسی فیلیک، بایرن مونیخ
- ۲۰۱۹ -  یورگن کلوپ، لیورپول
- ۲۰۱۸ -  دیدیه دشان، فرانسه
- ۲۰۱۷ -  زین‌الدین زیدان، رئال مادرید
- ۲۰۱۶ -  کلودیو رانیری، لسترسیتی
- ۲۰۱۵ -  لوییز انریکه، بارسلونا
- ۲۰۱۴ -  یواخیم لوو، آلمان
- ۲۰۱۳ -  یوپ هاینکس، بایرن مونیخ
- ۲۰۱۲ -  ویسنته دل بوسکه، اسپانیا (۲۶٫۴۹٪)
- ۲۰۱۱ -  پپ گواردیولا، بارسلونا (۳۳٫۱٪)
- ۲۰۱۰ -  ژوزه مورینیو، اینتر و رئال مادرید (۴۸٫۳٪)
- ۲۰۰۹ -  پپ گواردیولا، بارسلونا (۶۲٪)
- ۲۰۰۸ -  الکس فرگوسن، منچستر یونایتد (۳۸٪)
- ۲۰۰۷ -  الکس فرگوسن، منچستر یونایتد (۵۶٪)
- ۲۰۰۶ -  مارچلو لیپی، ایتالیا (۳۶٪)
- ۲۰۰۵ -  خوزه مورینیو، چلسی (۳۴٪)
- ۲۰۰۴ -  خوزه مورینیو، پورتو و چلسی (۳۶٪)
- ۲۰۰۳ -  کارلو آنجلوتی، آ. ث. میلان (۲۰٪)
- ۲۰۰۲ -  گاس هیدینک، کره جنوبی و آیندهوون (۲۸٪)
- ۲۰۰۱ -  جرارد هولیه، لیورپول (۲۸٪)
- ۲۰۰۰ -  دینو زوف، ایتالیا (۱۸٪)
- ۱۹۹۹ -  الکس فرگوسن، منچستر یونایتد (۶۰٪)
- ۱۹۹۸ -  آرسن ونگر، آرسنال (۲۸٪)
- ۱۹۹۷ -  اوتمار هیتسفیلد، بروسیا دورتموند (۱۷٪)
- ۱۹۹۶ -  برتی فوگتس، آلمان (۲۸٪)
- ۱۹۹۵ -  لوئی فان خال، آژاکس (۴۲٪)
- ۱۹۹۴ -  کارلوس آلبرتو پریرا، برزیل (۱۷٪)
- ۱۹۹۳ -  الکس فرگوسن، منچستر یونایتد (۲۱٪)
- ۱۹۹۲ -  ریچارد مولرنیلسن، دانمارک (۲۸٪)
- ۱۹۹۱ -  میشل پلاتینی، تیم ملی فوتبال فرانسه (۴۲٪)
- ۱۹۹۰ -  فرانس بکن‌بائر، آلمان غربی و المپیک مارسی (۵۳٪)
- ۱۹۸۹ -  آریگو ساچی، آ. ث. میلان (۴۲٪)
- ۱۹۸۸ -  رینوس میشل، هلند و بایر لورکوزن (۴۸٪)
- ۱۹۸۷ -  یوهان کرایف، آژاکس (۲۵٪)
- ۱۹۸۶ -  گای تیس، بلژیک (۱۵٪)
- ۱۹۸۵ -  تری ونابلس، بارسلونا (۳۰٪)
- ۱۹۸۴ -  میشل هیدالگو، فرانسه (۳۰٪)
- ۱۹۸۳ -  سپ پیونتک، دانمارک (۲۹٪)
- ۱۹۸۲ -  انزو بیرزوت، ایتالیا (۴۹٪)

|  |